# Kindrasziwka
Kindrasziwka (ukr. Кіндрашівка) – wieś na Ukrainie, w obwodzie charkowskim, w rejonie kupiańskim, siedziba hromady. W 2001 liczyła 836 mieszkańców.